# Municipio de Ohio (Pensilvania)
El municipio de Ohio (en inglés, Ohio Township) es un municipio del condado de Allegheny, Pensilvania, Estados Unidos. Tiene una población estimada, a mediados de 2021, de 7137 habitantes.

## Geografía
Está ubicado en las coordenadas 40°32′33″N 80°5′33″O / 40.54250, -80.09250 (40.542478, -80.092595).

## Demografía
Según la Oficina del Censo, en 2000 los ingresos medios de los hogares eran de $62,578 y los ingresos medios de las familias eran de $71,204. Los hombres tenían ingresos medios por $51,385 frente a los $36,759 que percibían las mujeres. Los ingresos per cápita eran de $32,446. Alrededor del 5.2% de la población estaba por debajo del umbral de pobreza.
De acuerdo con la estimación 2016-2020 de la Oficina del Censo, los ingresos medios de los hogares son de $118,375 y los ingresos medios de las familias son de $126,635. Los ingresos per cápita en los últimos doce meses, medidos en dólares de 2020, son de $52,185.  Alrededor del 5.1% de la población está por debajo del umbral de pobreza.